# Neptis meloria
Neptis meloria är en fjärilsart som beskrevs av Charles Oberthür 1906. Neptis meloria ingår i släktet Neptis och familjen praktfjärilar. Inga underarter finns listade i Catalogue of Life.